# John William Dunne
John William Dunne (1875 Curragh Camp – 24. srpna 1949 Banbury) byl britský důstojník, letecký konstruktér a filosof. Jako mladý muž bojoval v druhé búrské válce, na začátku 20. století se stal průkopníkem letectví. Dunne se podílel na vývoji prvních vojenských letadel, zabýval se bezocasými letouny se šípovými křídly, které byly přirozeně stabilní. Věnoval se rybářství a vyvinul nový způsob lovu na suchou mušku. Později se obrátil k filosofii, kde získal postavení a literární vliv díky své teorii o povaze času a vědomí, kterou nazval serialismus.

## Mládí a služba v armádě
John William Dunne se narodil v hrabství Kildare v Irsku jako nejstarší syn generála Sira Johna Harta Dunna (1835–1924) a Julie Elizabeth Dunne, anglo-irských šlechticů. Jeho pozdější život a kariéra se ale odehrávaly hlavně v Anglii. Od raného věku se zajímal o vědu a techniku, ve třinácti letech, inspirován románem Julese Verna, snil o létajícím stroji, který by nepotřeboval řízení.
Dunne se připojil k jezdeckému pluku Imperial Yeomanry jako řadový voják a bojoval v druhé búrské válce v Jižní Africe pod velením generála Robertse, ale v roce 1900 byl z boje vyřazen tyfovou nákazou a poslán domů.
Dne 28. srpna 1901 mu byla udělena důstojnická hodnost Second Lieutenant v pěším pluku Wiltshire Regiment a v březnu 1902 se opět vrátil do Jižní Afriky. Byla u něho diagnostikována srdeční choroba, což způsobilo, že v dalším roce se opět vrátil domů. Po zbytek služby v armádě se Dunne věnoval práci v letectví.

## Kariéra v letectví
Během zdravotní dovolené v roce 1901 Dunne začal studovat aerodynamiku a zabýval se pozorováním letu ptáků. Povzbuzován mj. i H.G. Wellsem, s kterým se spřátelil roku 1902, navrhl a postavil řadu malých zkušebních modelů bezocasých letadel.
Po druhém návratu do Anglie pokračoval, navzdory špatnému zdravotnímu stavu, ve studiích letu. V červnu 1906 byl převelen do nově vzniklé Army Balloon Factory ve Farnborough. Stalo se tak na žádost jejího velitele plukovníka Johna Cappera. Po měsících zkoušek dalších bezocasých modelů s šípovým křídlem Dunne postavil první pilotovaný kluzák D.1. Konstrukce letounu umožňovala pozdější instalaci motoru.
D.1, jehož stavba probíhala ve velkém utajení, byl v červenci 1907 převezen do vesnice Blair Atholl na Skotské vysočině. V kopcích severně od vesnice bylo s letounem provedeno několik krátkých klouzavých letů. Při posledním letu, který trval osm sekund, Capper s letounem narazil do zdi a lehce se zranil. Experimentální kluzák prokázal stabilitu, kterou považoval Dunne za tak zásadní. D.1 byl opraven a osazen dvěma motory, ale při prvním pokusu o vzlet havaroval.
V letech 1907–1908 navrhl Dunne pro profesora A. K. Huntingtona letoun, který byl později Huntingtonem realizován a úspěšně létal v letech 1910-1911. Stroj byl řazen mezi dvouplošníky i trojplošníky díky své neobvyklé konfiguraci, sestávající z dvojplošných křídel a velké stabilizační plochy těsně před nimi. Kluzák D.2, zamýšlený jako zmenšená zkušební verze tohoto letounu, nebyl postaven.
Kluzák D.3 a motorový letoun D.4 (který vznikl přestavbou havarovaného D.1) byly do Blair Atholl převezeny roku 1908. Kluzák létal dobře, D.4 byl schopen pouze krátkých skoků do vzduchu. Během pobytu v Blair Atholl se opět zhoršil Dunnův zdravotní stav. Dunne se vrátil do Balloon Factory a začal pracovat na dalším typu D.5. V roce 1909 ale War Office (tehdejší ekvivalent ministerstva obrany) zastavilo jakoukoliv oficiální podporu letadel těžších než vzduch a Dunne Balloon Factory opustil. Bylo mu umožněno vzít si s sebou své letouny. V této době se také stal představitelem Královské aeronautické společnosti.

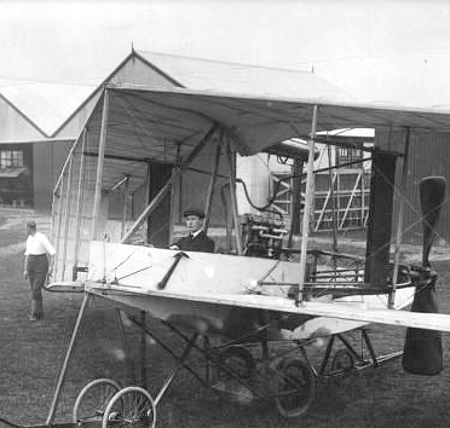
Dunne v kabině D.5, Eastchurch 14. června 1910

Za pomoci investic od přátel Dunne založil malou firmu Blair Atholl Aeroplane Syndicate, aby mohl pokračovat ve svých experimentech. D.5 byl, stejně jako předchozí typy, bezocasý dvouplošník s ostře šípovými křídly se záporným vzepětím. V centrální gondole byl prostor pro pilota (a cestujícího), v zadní části byl umístěn motor, pohánějící dvě tlačné vrtule. Šípová křídla zajišťovala přirozenou stabilitu. Stavbou letounu byla pověřena firma Short Brothers na ostrově Sheppey. Letoun byl dokončen v roce 1910. 20. prosince 1910 na letišti Královské aeronautické společnosti v Eastchurchu na Sheppey Dunne demonstroval výjimečnou stabilitu letounu publiku, které zahrnovalo i Orville Wrighta a jeho patentního zástupce Brewera. Při letu ovládal stoupání či klesání pouze pomocí plynové páky, v jeden moment pustil řídící páky a napsal vzkaz na kousek papíru, který spustil k zemi. V roce 1911 D.5 havaroval a byl těžce poškozen.

Dalším typem byl jednoplošník D.6. Dunne chtěl postavit jednoplošník už v době působení v armádě, ale ta vyžadovala dvouplošníky. D.6 a z něj odvozené D.7 a D.7bis, létaly v letech 1911 až 1912.
V této době byl D.5 opraven a vylepšen pod názvem D.8. Letoun provedl přelet přes Lamanšský průliv a byl zkoušen ve Farnborough. Licence na typ byla prodána firmám Nieuport ve Francii a Burgess v USA.
V letech 1913 a 1914 vyšlo najevo, že Dunnova koncepce nemá velkou budoucnost. Ačkoliv princip přirozené stability byl prokázán a pomalu si získával uznání, hlavní proud konstrukce letadel pokračoval jinými cestami.Jeho špatný zdravotní stav také přispěl k tomu, že pro něho bylo obtížné být dál aktivní v letectví. Blair Atholl Syndicate byl zrušen roku 1914 a Dunne se začal zabývat jinými obory.

## Dunnovy letouny
- Dunne D.1 (1907), létal jako kluzák; motorizovaná verze byla těžce poškozena při startu.
- Dunne D.2, plánovaná zmenšená kluzáková verze typu Dunne-Huntington, nerealizována.
- Dunne-Huntington (návrh 1906–1907, vzlet 1910) dvouplošník nebo trojplošník,[9] upraven a vylepšen 1913; dvouplošná křídla s velkou stabilizační plochou blízko před nimi, v některých zdrojích proto označován za trojplošník.[10] Postaven Huntingtonem podle Dunnova projektu, jediný typ, který nebyl bezocasé šípové koncepce.
- Dunne D.3 (1908), kluzák.
- Dunne D.4 (1908), motorový dvouplošník, použita křídla z D.1; vykonal krátké skoky do vzduchu.
- Dunne D.5 (1910), motorový dvouplošník; vyroben ve firmě Short Brothers, první Dunnův motorový letoun, který skutečně létal a také první létající bezocasý typ. Po havárii byl přestavěn v modifikované formě jako D.8.[11]
- Dunne D.6 (1911), jednoplošník.
- Dunne D.7, (1911–1912), jednoplošník; postavena i dvousedadlová verze D.7bis.
- Dunne D.8 (1912), motorový dvouplošník, vylepšená verze D.5; provedl přelet z Eastchurchu do Paříže roku 1913; licenčně vyráběn ve francouzské firmě Nieuport a americké Burgess Company.
- Dunne D.9, motorový dvouplošník, pět kusů bylo rozestavěno roku 1913.[10]
- Dunne D.10 (1912), verze D.8 s menším rozpětím
- Burgess-Dunne, D.8 a odvozené varianty, vyráběné v USA v letech 1913 až 1916; pozemní a plovákové verze používány v amerických a kanadských ozbrojených silách.[12]

## Galerie

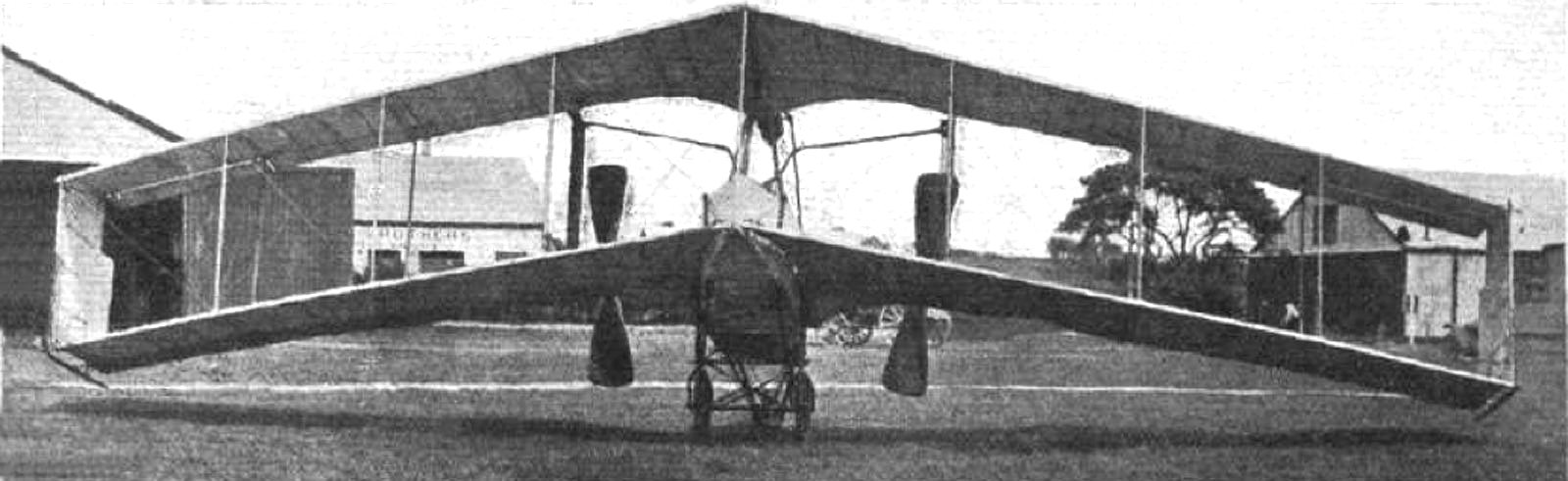
D.5, pohled zepředu
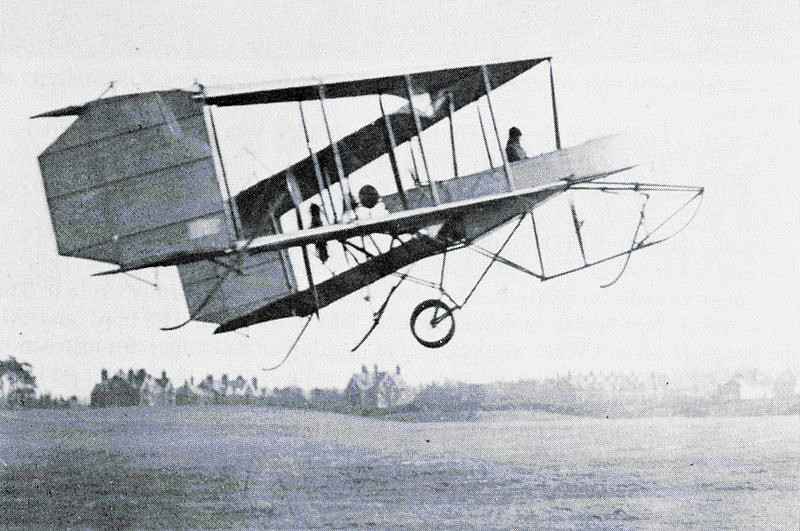
D.8 ve Farnborough 11. března 1913
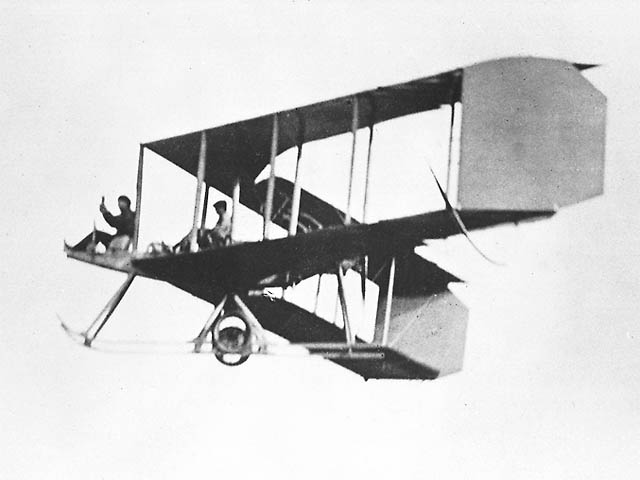
Burgess-Dunne
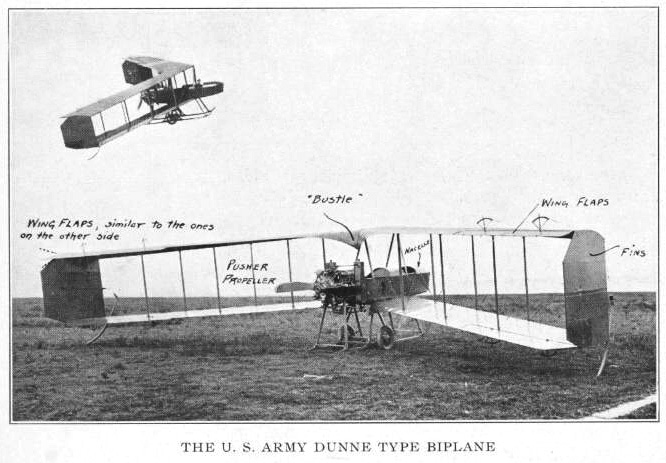
Burgess-Dunne v americké armádě
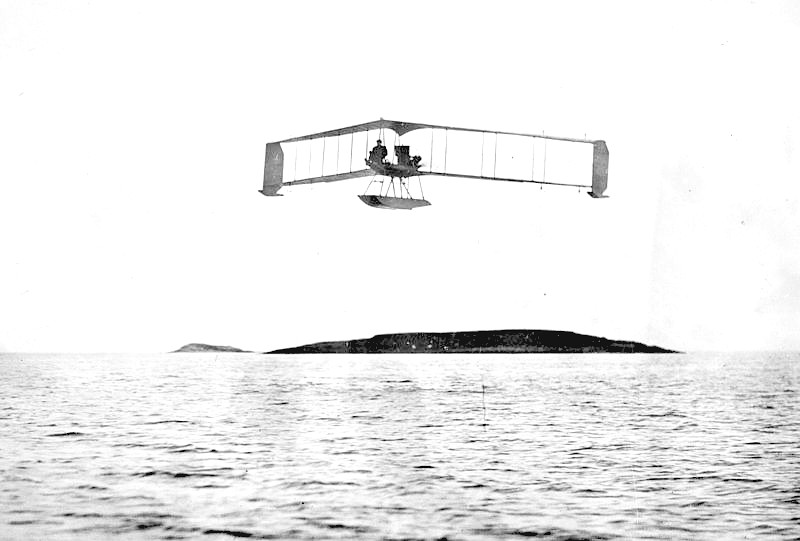
Plováková verze Burgess-Dunne
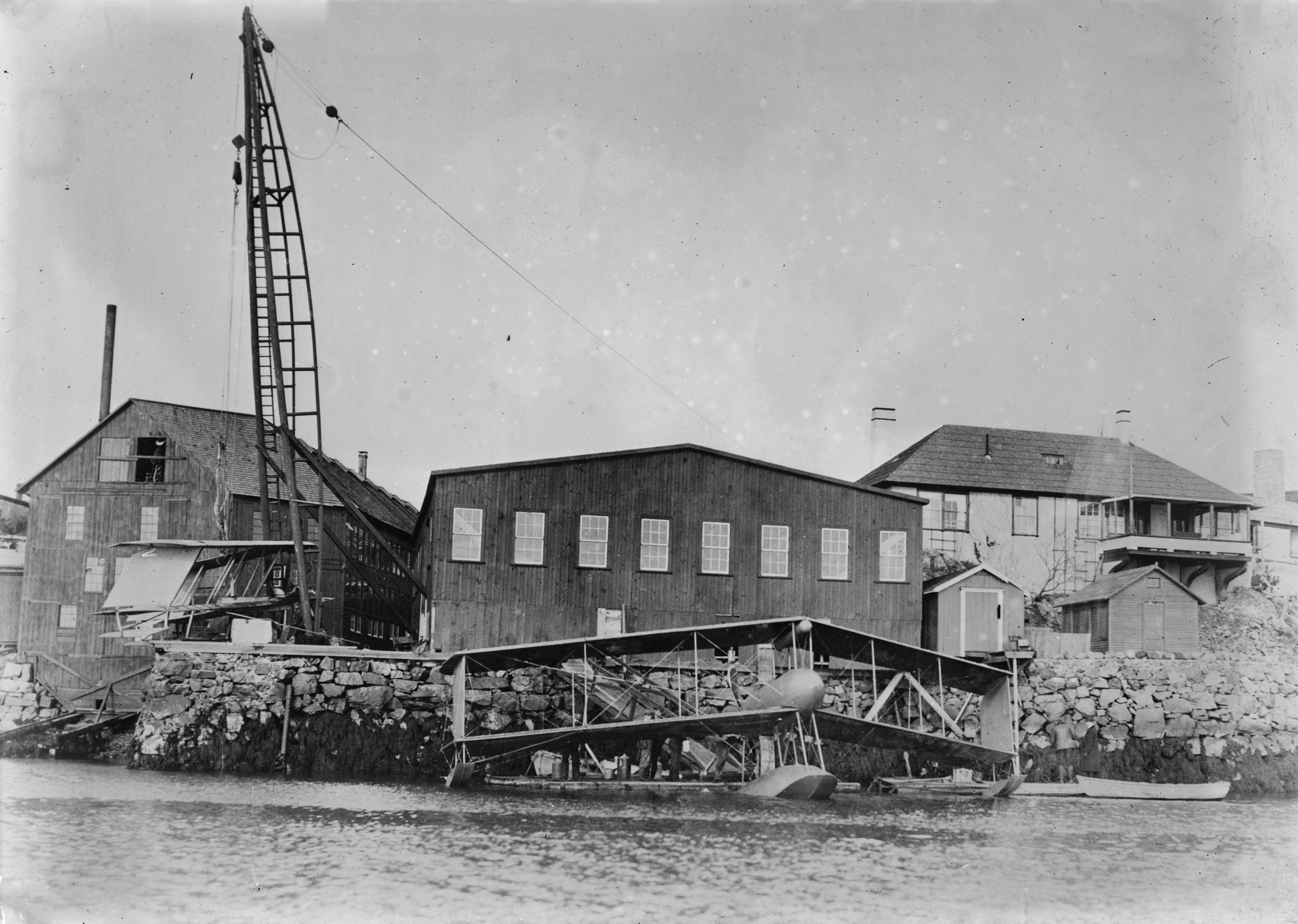
Burgess-Dunne v americkém námořnictvu

## Pozdější činnost

### Lov na suchou mušku
Dunne se s nadšením věnoval lovu na suchou mušku. V jeho době byly rozšířené teorie Frederica Halforda a jeho umělé mušky byly nejobvyklejší, ale Dunne si všiml, že neodpovídají skutečným mouchám, které pozoroval při rybaření. Byl jedním z prvních autorů, kteří se postavili proti Halfordově škole. Vytvořil nové teorie a množství suchých mušek, založených na průsvitnosti při pohledu zespodu na přímém slunečním světle. V jeho provedení byly háčky natřeny na bílo, aby odrážely světlo, uvázané v metodicky obarvených vláknech a naolejovány, aby byla vlákna více průsvitná. Své poznatky publikoval v knize Sunshine and the Dry Fly v roce 1924.
Jeho metoda byla stále doporučována o deset let později, jako např. v knize Roberta Hartmana About Fishing (Arthur Barker, 1935.). Mušky podle jeho vzoru byly stále dostupné ještě v roce 1966.

### Filosofie serialismu
Dunne věřil, že zažívá prekognitivní sny. První, který zaznamenal, se udál roku 1898, kdy se mu zdálo o času na jeho hodinkách, poté se probudil a ověřil si ho. Několik takových zážitků, některé docela dramatické, ho vedlo k vědeckému zkoumání tohoto fenoménu. Na základě několikaletého experimentování s těmito prekognitivními sny a hypnagogickými stavy, jak u sebe, tak u dalších lidí, došel k závěru, že v těchto stavech mysl není připoutána k současnosti a je schopna stejně snadno vnímat události v minulosti i budoucnosti. To podporovalo jeho novou teorii o čase a vědomí. Jeho hlavní dílo An Experiment with Time (1927) se zabývá těmito otázkami a také obsahuje jeho teorii sériového času.
Podle Dunna je zkušenost lineárního času iluze vyvolaná lidským vědomím. Tvrdil, že minulost, přítomnost a budoucnost jsou spojité v realitě vyšší dimenze a jsou prožívány postupně díky jejich vnímání lidskou myslí. Dále předpokládal nekonečné zacyklování vyšších časových dimenzí obývaných vědomým pozorovatelem, které nazval „sériový čas“.
V dalších dílech The Serial Universe (1934), The New Immortality (1938), Nothing Dies (1940) a Intrusions? (1955), dále rozpracoval koncept „serialismu“ a zkoumal jeho vztah k soudobé fyzice relativity a kvantové mechaniky, k psychologii, parapsychologii a teologii.

### Vliv na literaturu
Dunnova teorie nabídla vědecké vysvětlení idejí vědomí, které byly v této době široce zkoumány. Osobnosti jako Aldous Huxley a J. B. Priestley nadšeně přijaly jeho myšlenky. Priestley na nich založil své hryTime and the Conways, An Inspector Calls a Dangerous Corner. Existují také paralely mezi Dunnovou teorií času a dílem T. S. Eliota Four Quartets (1944), ačkoliv to, zda byl Eliot přímo ovlivněn Dunnem, není jasné.

## Soukromý život
V roce 1928 se oženil s Cecily, dcerou Geoffreye Cecila Twisleton-Wykeham-Fiennese, 18. barona Saye a Sele a poté dlouhou dobu žili v jejich rodinném sídle Broughton Castle v Oxfordshire.
Dunne zemřel v Banbury, městě nedaleko jeho rodinného sídla, 24. srpna 1949 ve věku 74 let.

## Dílo
- Sunshine and the Dry Fly (1924)
- An Experiment with Time (1927)
- The Serial Universe (1934)
- The League of North-West Europe (1936)
- The Jumping Lions of Borneo (1937)
- The New Immortality (1938)
- An Experiment with St. George (1938)
- Nothing Dies (1940)
- Intrusions? (1955)